# Hydrochorea gonggrijpii
Hydrochorea gonggrijpii är en ärtväxtart som först beskrevs av Anthonia Kleinhoonte, och fick sitt nu gällande namn av Rupert Charles Barneby och James Walter Grimes. Hydrochorea gonggrijpii ingår i släktet Hydrochorea och familjen ärtväxter. Inga underarter finns listade i Catalogue of Life.